# São Pedro do Sul
São Pedro do Sul este un oraș în Rio Grande do Sul (RS), Brazilia.